# Arrest Françoise Gravier

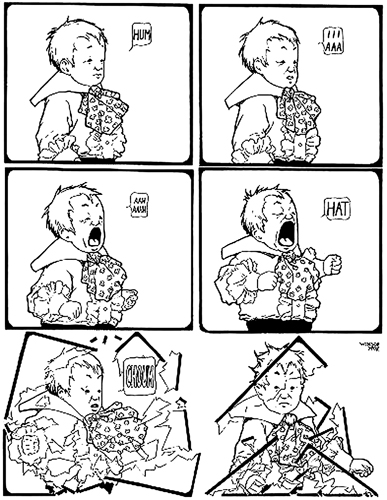
Little Sammy sneeze

Het arrest Françoise Gravier is een uitspraak van het Europees Hof van Justitie van 13 februari 1985 (zaak 293/83),
inzake:
- een Franse studente die in België extra schoolgeld moet betalen – dit is discriminatie naar nationaliteit –;
- voor een kunstopleiding striptekenen – dit is een beroepsopleiding.

## Casus en procesverloop
5. Verzoekster in het hoofdgeding, [Françoise] Gravier, is van Franse nationaliteit; haar ouders wonen in Frankrijk. Zij kwam in 1982 naar België om aan de Koninklijke Academie voor Schone Kunsten te Luik een opleiding te volgen in het tekenen van strips, een vierjarige hogere kunstopleiding. Voor het schooljaar 1982-1983 verzocht zij te worden vrijgesteld van de BFR 24 622 schoolgeld dat buitenlandse studenten in het hoger kunstonderwijs moesten betalen. Bij brief van 7 oktober 1983 deelde de Koninklijke Academie voor Schone Kunsten haar mee, dat haar verzoek was afgewezen op grond dat „elke buitenlandse student moet weten dat het onderwijs niet gratis is, en erop voorbereid moet zijn, schoolgeld te betalen."
6. Na afwijzing van haar verzoek werd Gravier verzocht, het schoolgeld voor de jaren 1982-1983 en 1983-1984 te betalen. Toen de gevorderde bedragen niet tijdig waren voldaan, werd haar inschrijving voor het jaar 1983-1984 geweigerd. Een gevolg daarvan was, dat haar verblijfsvergunning in België niet werd verlengd.

Daarop wendde zij zich tot de voorzitter van de Rechtbank van eerste aanleg te Luik, ten einde vrijstelling van het schoolgeld en afgifte van alle voor de verlenging van haar verblijf in België vereiste attesten te bekomen.
7. In de procedure voor de voorzitter van de Rechtbank heeft verzoekster de geldigheid betwist van de ministeriële circulaires die het litigieuze schoolgeld opleggen. Haars inziens kan zij niet worden verplicht tot betaling van een schoolgeld, dat Belgische onderdanen niet behoeven te betalen: behalve dat een dergelijke verplichting een door artikel 7 EEG-Verdrag verboden discriminatie op grond van nationaliteit vormt, moet een onderdaan van een Lid-Staat die naar België komt om te studeren, daartoe de vrijheid hebben als degene te wiens behoefte een dienst wordt verricht in de zin van artikel 59 EEG-Verdrag.

Deze rechter heeft het Hof van Justitie verzocht om een prejudiciële beslissing.

## Rechtsvragen
- Is het extra schoolgeld dat in rekening wordt gebracht een „discriminatie op grond van nationaliteit" in de zin van artikel 7 EEG-verdrag? (Ja.)
- Is een opleiding striptekenen te kwalificeren als beroepsopleiding? (Ja.)

## Uitspraak Hof
19. (...) dat de inrichting van het onderwijs en het onderwijsbeleid als zodanig weliswaar niet behoren tot de onderwerpen die het Verdrag onder de bevoegdheid van de gemeenschapsinstellingen heeft gebracht, doch dat de toegang tot en deelneming aan het onderwijs en het leerlingenstelsel, zeker wanneer het een beroepsopleiding betreft, niet buiten het gemeenschapsrecht vallen.
25. (...) de voorwaarden voor de toegang tot een beroepsopleiding [vallen] onder de werkingssfeer van het EEG-Verdrag.
[dictum]

1. Het heffen van een vergoeding, inschrijvingsgeld of schoolgeld van studenten die onderdaan zijn van een andere Lid-Staat, als voorwaarde voor toelating tot het beroepsonderwijs, terwijl een dergelijke last niet wordt opgelegd aan eigen onderdanen, vormt een door artikel 7 EEG-Verdrag verboden discriminatie op grond van de nationaliteit.
2. Onder het begrip beroepsopleiding valt ook onderwijs in het tekenen van strips, gegeven aan een inrichting voor hoger kunstonderwijs, wanneer dat onderwijs de student opleidt voor een specifiek beroep, vak of betrekking, of hem een bijzondere bekwaamheid verleent voor de uitoefening van een dergelijk beroep, vak of betrekking.

## Betekenis
- In dit arrest is als beginsel van gemeenschapsrecht geformuleerd, dat een lidstaat voor de toegang tot een beroepsopleiding geen voorwaarden mag stellen waarbij onderscheid wordt gemaakt tussen eigen onderdanen en studenten uit andere lidstaten.[2]
- Het Hof geeft een ruime definitie van beroepsopleiding.

## Vervolg
In het arrest Vincent Blaizot (1988) is vastgesteld, dat veel universitaire studies, inclusief diergeneeskunde, onder het begrip beroepsopleiding vallen. In dat arrest is het terugvorderen van collegegeld door buitenlandse universitaire studenten beperkt tot de datum van het arrest Gravier.